# Manuel Argüelles Argüelles
Pour les articles homonymes, voir Argüelles.
Manuel Argüelles Argüelles (10 novembre 1875, Madrid - 10 décembre 1945, Madrid) est un avocat et homme politique espagnol.

## Biographie
Il commença sa carrière politique au sein du Parti conservateur et obtenu un siège de député au Congrès pour Oviedo lors des élections successives qui ont eu lieu entre 1907 et 1923.
Il était ministre des Finances dans les gouvernements présidés par Dato et Allendesalazar en 1921, portefeuille qu'il occupera également en 1930 dans le gouvernement dirigé par Berenguer. Il a également été ministre des Travaux publics en 1922.